# Agawam
Agawam és una ciutat del Comtat de Hampden (Massachusetts) dels Estats Units d'Amèrica.

## Demografia
Segons el cens del 2000 Agawam tenia 28.144 habitants, 11.260 habitatges, i 7.462 famílies. La densitat de població era de 467,6 habitants per km².
Dels 11.260 habitatges en un 28,9% hi vivien nens de menys de 18 anys, en un 53,4% hi vivien parelles casades, en un 9,8% dones solteres, i en un 33,7% no eren unitats familiars. En el 28% dels habitatges hi vivien persones soles l'11,3% de les quals corresponia a persones de 65 anys o més que vivien soles. El nombre mitjà de persones vivint en cada habitatge era de 2,43 i el nombre mitjà de persones que vivien en cada família era de 3,01.
Per edats la població es repartia de la següent manera: un 22,1% tenia menys de 18 anys, un 6,5% entre 18 i 24, un 29,7% entre 25 i 44, un 25,1% de 45 a 60 i un 16,7% 65 anys o més.
L'edat mediana era de 40 anys. Per cada 100 dones de 18 o més anys hi havia 86,9 homes.
La renda mediana per habitatge era de 49.390 $ i la renda mediana per família de 59.088$. Els homes tenien una renda mediana de 40.924 $ mentre que les dones 30.428$. La renda per capita de la població era de 22.562$. Entorn del 4,3% de les famílies i el 5,6% de la població estaven per davall del llindar de pobresa.

## Poblacions properes
El següent diagrama mostra les poblacions més properes.